# Liolaemus calliston
Liolaemus calliston — вид ігуаноподібних ящірок родини Liolaemidae. Ендемік Аргентини. Описаний у 2012 році.

## Поширення і екологія
Liolaemus calliston відомі з типової місцевості, розташованої в департаменті Аньєло в провінції Неукен, на висоті 431 м над рівнем моря. Вони живуть на пустищах, місцями порослих невисокими чагарниками.